# Краснов, Сергей Борисович
Сергей Борисович Краснов (31 августа 1948, Уфа — 16 июня 2020, там же) — советский, российский живописец, действительный член РАХ (2007). Народный художник Башкортостана.

## Биография
Сергей Борисович Краснов  родился 31 августа 1948 года в Уфе. Художественное образование Сергей получил на художественном отделении Уфимского педагогического училища № 2 (ныне колледж, 1965—1968). В 1978 — 1981 годах работал в творческих мастерских Академии художеств СССР у академиков Е. А. Кибрика и О. Г. Верейского.
Был куратором Башкирской академии художеств.
Председатель Государственной экзаменационной комиссии факультета дизайна Уфимского государственного института сервиса.
В 1999 году по приглашению галериста Александра Глезера посетил Нью-Йорк, после поездки написал картину «Идолы на Гудзоне».
Дочь Краснова, Мария Краснова — Шабаева, р. 1981, получила художественное образование на художественно-графическом отделении Башкирского Государственного педагогического университета, в Институте проблем современного искусства (2007), художник. Она участница более 30 выставок в России и за рубежом. Живет и работает в Голландии.
Скончался С. Б. Краснов 16 июня 2020 года. Похоронен в Уфе на Южном кладбище.

## Творчество
Краснова считают представителем «фантастического реализма», мастером аэроландшафтов, приверженцем интеллектуальной живописи, в работах которого чувствуется большая информированность художника, начиная от мифологии и фольклора до современных научных гипотез, объясняющих происхождение и строение вселенной.
Наиболее известные его картины: Воспоминание об Италии, Сентябрь, 1975г, «Атомный город», 1986 г., Давид и Голиаф. Холст. Масло., 1995 г., Вознесение церкви, 1995 г., Кафе «Ящерица». 1995 г., Ода взлетевшему острову. 1984 г., Тайный сад герцогини Баттиста Сфорца, Утро в Венеции, Архипелаг Шишкина. 2003, Автопортрет, 1982.
В 1990-е годы художником созданы работы религиозно-философской направленности: «Святой Иероним», «Свечение головы Иоанна Крестителя», «Иоанн. Год 91-й», «Вознесение церкви», «Преображение Святого Андрея».
Произведения Сергея Краснова хранятся в Башкирском художественном музее им. М. В. Нестерова, Омском областном музее изобразительных искусств имени М. А. Врубеля, ГМИИ Республики Удмуртия (Ижевск), Дирекции выставок СХ РФ (Москва), Русском музее в изгнании (Монжерон, Франция), Музее современного русского искусства (Джерси-Сити, США), в частных собраниях в России и за рубежом (в том числе в коллекции Ди Роза — Монтегранаро, Италия, а также — Австрия, Германия, Израиль,
Испания, Нидерланды, США, Франция).
«Башкирия, земля моя. Серия линогравюр»‚ 1966—1969. Уфимский кремль, линогравюра, 1969.
Оформление книги «Женщины Башкирии», Башкнигоиздат, 1969. Оформление книги «Мальчиш-Кибальчиш», Башкнигоиздат‚ 1977.
Оформление сборника стихов "Душа розы" (2017) Шушанян Наталии

## Выставки
Республиканские, Уфа, с 1972 г. на всех.
Зональная выставка «Урал социалистический»: Уфа, 1974.
Декадная выставка произведений художников БАССР в Кара-Калпакской АССР, г, Нукус, 1976.
Всероссийская выставка работ молодых художников, Москва, 1972. Всероссийская выставка «Советская Россия-5», Москва, 1975.
Всероссийская выставка «Молодость России», Москва, 1976.
Всероссийская художественная выставка, посвященная 60-летию Великого Октября, Москва, 1977.
Всесоюзная выставка работ молодых художников, Москва, 1972.
Всероссийская выставка работ молодых художников, Москва, 1976.
Всесоюзная художественная выставка «Слава труду», Москва, 1976.
Всесоюзная художественная выставка «Молодость страны», Москва, 1976.
Всесоюзная художественная выставка «По Ленинскому пути», посвященная 60-летию Великого Октября, Москва, 1977.
Всесоюзная выставка работ молодых художников при Академии художеств СССР, Москва, 1977.
Выставка произведений художников БАССР в ГДР, Галле, 1975.
Международная выставка работ молодых художников в Болгарии, София, 1976.
Выставка произведений молодых художников от Академии художеств СССР, ГДР, Берлин, 1976
Уфа, БГХМ им. М. В. Нестерова 1982, 1988
Уфа, Академия Наук РБ (УНЦ УО РАН) 1984, 1985
Монтегранаро, Италия, Муниципальная галерея 1992
Чивитанова-Марке, Италия, Галерея «Тавалоцца» 1992
Выставка ГСИ «Урал» МК РБ (в рамках той же программы). Вена, Австрия, ВЗ «Колстантингвест» 1993
Уфа, Галерея «Сангат» 1994
Москва, Академия Художеств РФ 1997
Джерси-Сити, США, Музей современного русского искусства 1998
Москва, ЦДХ 1999
Москва, Студия «Три «Т» (у Никиты Михалкова) 1999
Москва, МСИ 2000
Дом национальностей. Москва 2002
Государственная Дума России. Москва 2002
«Сны Евы» в Галерее «Мирас», Уфа 2003
Международная выставка Merc Art. Швейцария, Лугано 2004
Москва,  выставка «Сергей Краснов и его друзья» 2008

## Награды и премии
Действительный член Российской Академии Художеств (2007).
Заслуженный художник Республики Башкортостан (1998).
Народный художник Республики Башкортостан (2008).
Член Союза художников России с 1976 года.
Член творческой группы «Март» (1989—1993).
Лауреат республиканской премии комсомола Башкирии им. Г. Саляма (1987). Лауреат премии УК ВЛКСМ (1976, Москва) и премии Академии художеств СССР (1977).
Серебряная медаль ВДНХ СССР (выставка, посвященная 20-летию советской космонавтики, 1981). Серебряная медаль Российской Академии Художеств за произведения последних лет (2002), среди которых картины «Кора с острова Амфоры», «Парк Суфорца», «Черная птица императора Нерона».

## Интересные факты
Для оформления издания собственного собрания сочинений поэт Евгений Евтушенко взял свой портрет кисти Краснова, считая его самым удачным из всех написанных.